# 2024年パリパラリンピックのトンガ選手団
2024年パリパラリンピックのトンガ選手団は、2024年8月28日から9月8日までフランスのパリで開催された2024年パリパラリンピックトンガ選手団の名簿。

## 選手団
- 人員: 選手 1人
- 開会式旗手: メレアネ・ファレマカ

## 種目別選手・スタッフ名簿及び成績

### 陸上
| 選手                 | 種目           | 結果      | 順位 |
| -------------------- | -------------- | --------- | ---- |
| メレアネ・ファレマカ | 女子円盤投 F38 | 16.71m PB | 14位 |